# Lozen Nunatak

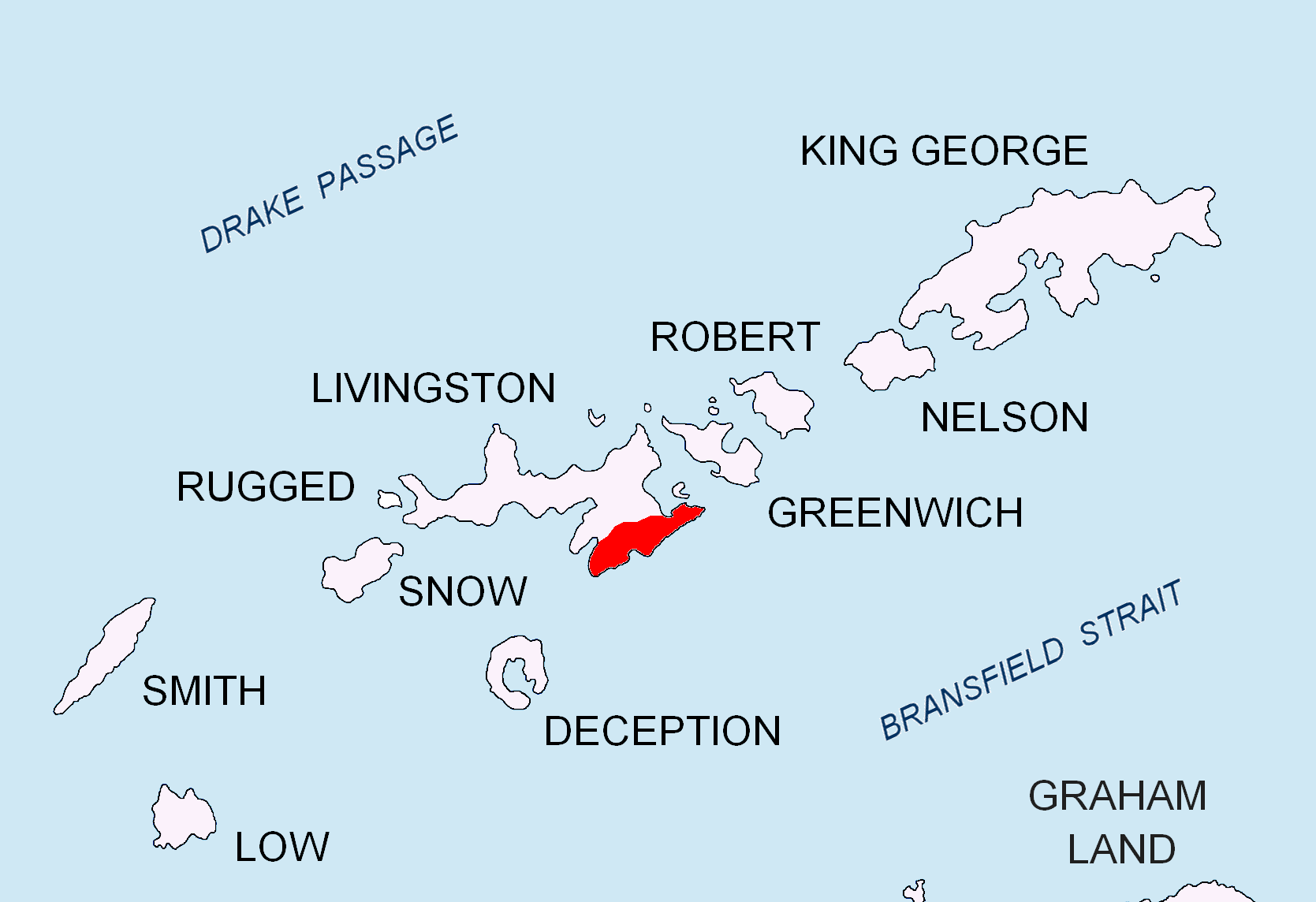
Localização das montanhas Tangra na ilha de Livingston, nas ilhas Shetland do Sul.

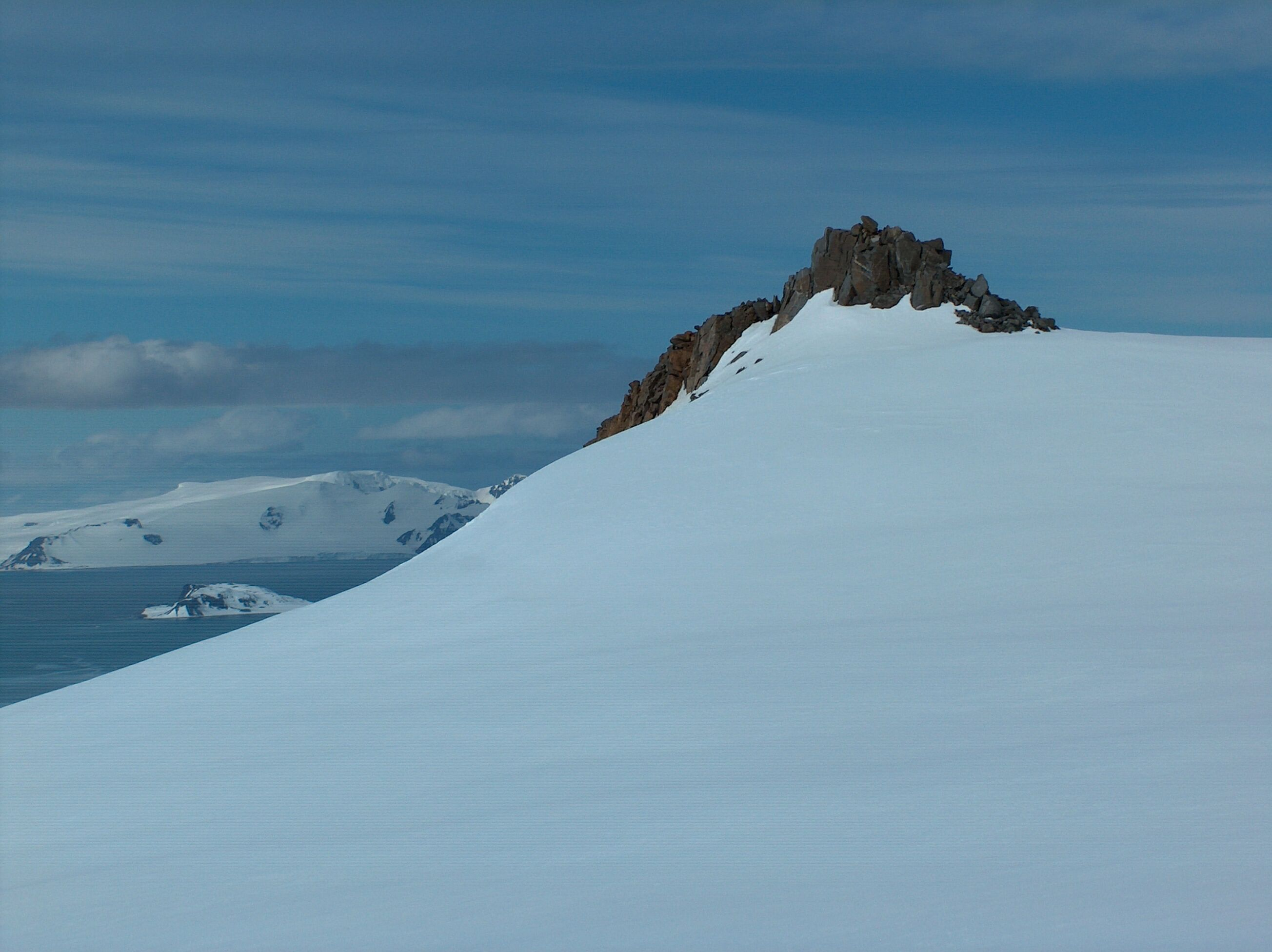
Lozen Nunatak do oeste.

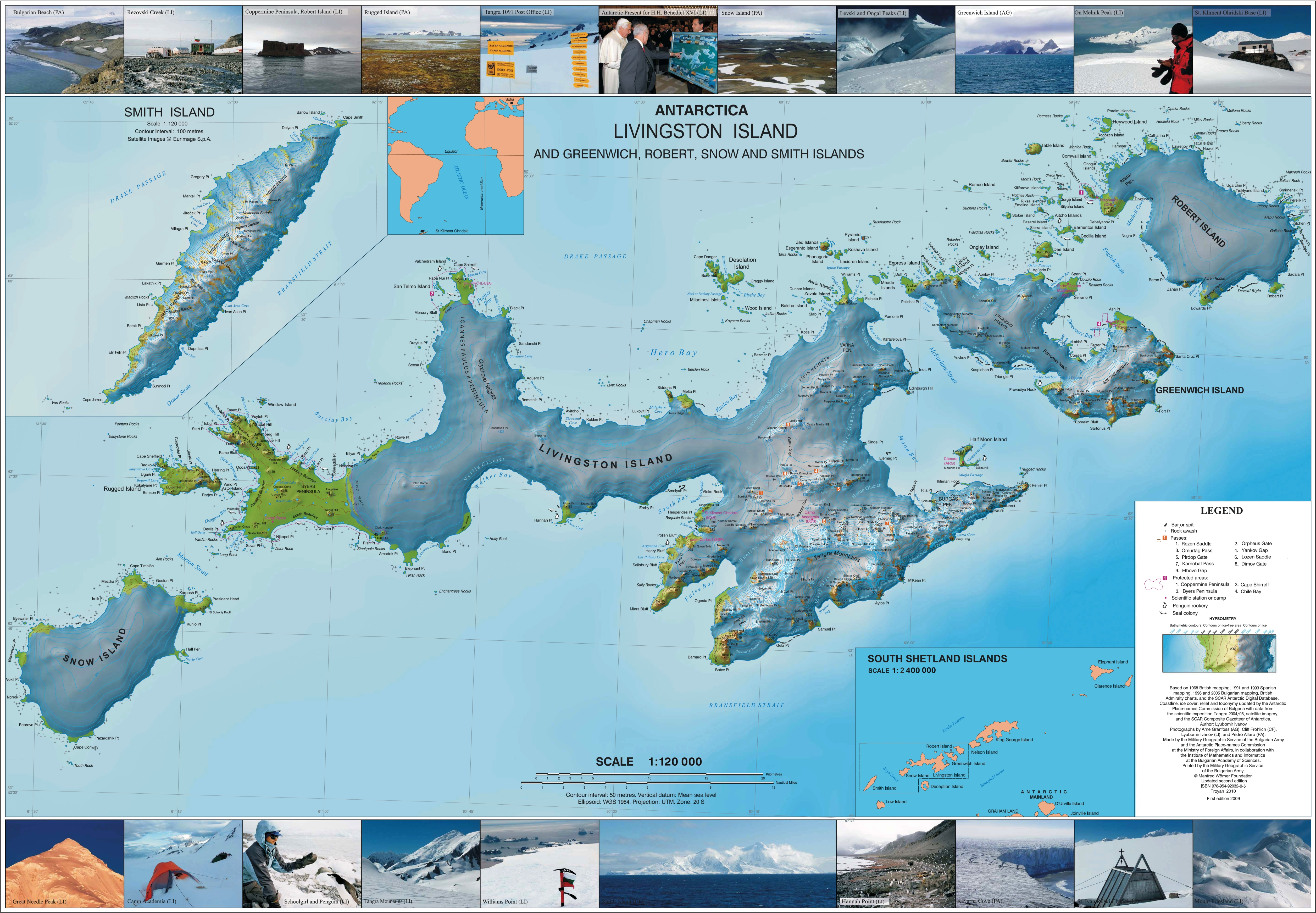
Mapa topográfico das Ilhas Livingston, Greenwich, Robert, Snow e Smith.

Lozen Nunatak ( em búlgaro:  Лозенски нунатак       , IPA:   ) é uma colina de 440m no alto Geleira Huron, na ilha de Livingston . Faz parte de uma cordilheira menor no sopé norte das montanhas Tangra, incluindo também Erma Knoll e Aheloy Nunatak, e ligada ao pico de Zograf pela Lozen Saddle . A colina foi visitada pela primeira vez em 17 de dezembro de 2004 pelo búlgaro Lyubomir Ivanov do Campo Academia . É nomeado pelo Mosteiro Lozen de St. Spas (Santo Salvador) no oeste da Bulgária.

## Localização
O nunatak está localizado no 62° 38′ 41,9″ S, 60° 08′ 18,5″ O que é 1,55   km ao sudeste de Kuzman Knoll, 1,14   km a oeste-noroeste do pico de Ravda e 910 m a nordeste do pico de Zograf (levantamento topográfico búlgaro Tangra 2004/05 e mapeamento em 2005 e 2009).

## Mapas
- LL Ivanov et al. Antártica: Livingston Island e Greenwich Island, Ilhas Shetland do Sul . Escala 1: 100000 mapa topográfico. Sofia: Comissão Antártica de Nomes de Lugares da Bulgária, 2005.
- LL Ivanov. Antártica: Ilhas Livingston e Greenwich, Robert, Snow e Smith . Escala 1: 120000 mapa topográfico. Troyan: Fundação Manfred Wörner, 2009.